# Finales NBA 1992
Navigation
Finales 1991 Finales 1993
Les finales NBA 1992 sont la dernière série de matchs de la saison 1991-1992 de la NBA et la conclusion des séries éliminatoires (playoffs) de la saison. Le champion de la conférence Est, les Bulls de Chicago rencontrent le champion de la conférence Ouest, les Trail Blazers de Portland. Chicago possède l'avantage du terrain.   
Les Bulls gagneront la finale en six matchs. Michael Jordan a été nommé MVP des Finales pour la deuxième année consécutive, associé à son sixième titre consécutif de meilleur marqueur de saison régulière. 

## Contexte

### Bulls de Chicago
Les Bulls ont remporté leur premier titre NBA la saison précédente, inaugurant une nouvelle ère dans la ligue. Prouvant que leur premier titre n'était pas un coup de chance, les Bulls ont maintenu leur domination au cours de la saison 1991-1992, terminant avec un bilan de 67-15, dépassant le record de la saison dernière de six victoires. Jordan a remporté son deuxième MVP consécutif avec une saison à 30,1 points / 6,4 rebonds / 6,1 passes décisives. 
Après avoir éliminé facilement le Heat de Miami lors du premier tour, ils ont rencontré les Knicks de New York, qui sont désormais entraînés par Pat Riley. Le style de jeu dur des Knicks a rapidement fait des ravages chez les Bulls, mais menés par Jordan, ils ont réussi à l'emporter en sept matchs. Enfin, ils ont battu les Cavaliers de Cleveland en finale de conférence en six matchs. 

### Trail Blazers de Portland
Les Trail Blazers étaient destinés à rencontrer les Bulls l'année précédente, mais les Lakers de Los Angeles avaient battu Portland en six matchs, lors de la finale de la conférence. 
En conservant le même noyau qui a mené les Blazers à la  finale NBA en 1990, l'équipe a remporté le titre de la division Pacifique avec un bilan de 57-25. Ils ont profité d'une équipe des Lakers affaiblie qui a perdu Magic Johnson, parti à la retraite plus tôt dans la saison, remportant 3-1 le premier tour. Ils ont enchaîné avec une victoire contre les Suns de Phoenix au second tour, avant de rencontrer en finale de conférence le Jazz de l'Utah.   

## Résumé de la saison régulière
| Champion de division | Qualifié pour les playoffs | Non qualifié pour les playoffs |

### Par conférence
| Conférence Est | Conférence Est         | Conférence Est | Conférence Est | Conférence Est |
| No             | Franchise              | Vic.           | Déf.           | PCT            |
| -------------- | ---------------------- | -------------- | -------------- | -------------- |
| 1              | Bulls de Chicago C     | 67             | 15             | 81.7           |
| 2              | Celtics de Boston      | 51             | 31             | 62.2           |
| 3              | Cavaliers de Cleveland | 57             | 25             | 69.5           |
| 4              | Knicks de New York     | 51             | 31             | 62.2           |
| 5              | Pistons de Détroit     | 48             | 34             | 58.5           |
| 6              | Nets du New Jersey     | 40             | 42             | 48.8           |
| 7              | Pacers de l'Indiana    | 40             | 42             | 48.8           |
| 8              | Heat de Miami          | 38             | 44             | 46.3           |
|                |                        |                |                |                |
| 9              | Hawks d'Atlanta        | 38             | 44             | 46.3           |
| 10             | 76ers de Philadelphie  | 35             | 47             | 42.7           |
| 11             | Bucks de Milwaukee     | 31             | 51             | 37.8           |
| 11             | Hornets de Charlotte   | 31             | 51             | 37.8           |
| 13             | Bullets de Washington  | 25             | 57             | 30.5           |
| 14             | Magic d'Orlando        | 21             | 61             | 25.6           |

| Conférence Ouest | Conférence Ouest          | Conférence Ouest | Conférence Ouest | Conférence Ouest |
| No               | Franchise                 | Vic.             | Déf.             | PCT              |
| ---------------- | ------------------------- | ---------------- | ---------------- | ---------------- |
| 1                | Trail Blazers de Portland | 57               | 25               | 69.5             |
| 2                | Jazz de l'Utah            | 55               | 27               | 67.1             |
| 3                | Warriors de Golden State  | 55               | 27               | 67.1             |
| 4                | Suns de Phoenix           | 53               | 29               | 64.6             |
| 5                | Spurs de San Antonio      | 47               | 35               | 57.3             |
| 6                | SuperSonics de Seattle    | 47               | 35               | 57.3             |
| 7                | Clippers de Los Angeles   | 45               | 37               | 54.9             |
| 8                | Lakers de Los Angeles     | 43               | 39               | 52.4             |
|                  |                           |                  |                  |                  |
| 9                | Rockets de Houston        | 42               | 40               | 51.2             |
| 10               | Kings de Sacramento       | 29               | 53               | 35.4             |
| 11               | Nuggets de Denver         | 24               | 58               | 29.3             |
| 11               | Mavericks de Dallas       | 22               | 60               | 26.8             |
| 13               | Timberwolves du Minnesota | 15               | 67               | 18.3             |

C - Champions NBA

### Tableau des playoffs
|  | 1er tour         | 1er tour                | 1er tour                  |   |                           | Demi-finales de Conférence | Demi-finales de Conférence | Demi-finales de Conférence |  |   | Finales de Conférence     | Finales de Conférence | Finales de Conférence |  |    | Finales NBA      | Finales NBA | Finales NBA |
|  |                  |                         |                           |   |                           |                            |                            |                            |  |   |                           |                       |                       |  |    |                  |             |             |
|  | 1                | Bulls de Chicago        | 3                         |   |                           |                            |                            |                            |  |   |                           |                       |                       |  |    |                  |             |             |
|  | 8                | Heat de Miami           | 0                         |   |                           |                            |                            |                            |  |   |                           |                       |                       |  |    |                  |             |             |
|  | 8                | Heat de Miami           | 0                         |   | 1                         | Bulls de Chicago           | 4                          |                            |  |   |                           |                       |                       |  |    |                  |             |             |
|  |                  |                         |                           |   | 1                         | Bulls de Chicago           | 4                          |                            |  |   |                           |                       |                       |  |    |                  |             |             |
|  |                  | 4                       | Knicks de New York        | 3 |                           |                            |                            |                            |  |   |                           |                       |                       |  |    |                  |             |             |
|  | 4                | 4                       | Knicks de New York        | 3 | Knicks de New York        | 3                          |                            |                            |  |   |                           |                       |                       |  |    |                  |             |             |
|  | 4                |                         |                           |   | Knicks de New York        | 3                          |                            |                            |  |   |                           |                       |                       |  |    |                  |             |             |
|  | 5                | Pistons de Détroit      | 2                         |   |                           |                            |                            |                            |  |   |                           |                       |                       |  |    |                  |             |             |
|  | 5                | Pistons de Détroit      | 2                         |   |                           |                            |                            |                            |  | 1 | Bulls de Chicago          | 4                     |                       |  |    |                  |             |             |
|  | Conférence Est   |                         |                           |   |                           |                            |                            |                            |  | 1 | Bulls de Chicago          | 4                     |                       |  |    |                  |             |             |
|  |                  | 3                       | Cavaliers de Cleveland    | 2 |                           |                            |                            |                            |  |   |                           |                       |                       |  |    |                  |             |             |
|  | 3                | 3                       | Cavaliers de Cleveland    | 2 | Cavaliers de Cleveland    | 3                          |                            |                            |  |   |                           |                       |                       |  |    |                  |             |             |
|  | 3                |                         |                           |   | Cavaliers de Cleveland    | 3                          |                            |                            |  |   |                           |                       |                       |  |    |                  |             |             |
|  | 6                | Nets du New Jersey      | 1                         |   |                           |                            |                            |                            |  |   |                           |                       |                       |  |    |                  |             |             |
|  | 6                | Nets du New Jersey      | 1                         |   | 3                         | Cavaliers de Cleveland     | 4                          |                            |  |   |                           |                       |                       |  |    |                  |             |             |
|  |                  |                         |                           |   | 3                         | Cavaliers de Cleveland     | 4                          |                            |  |   |                           |                       |                       |  |    |                  |             |             |
|  |                  | 2                       | Celtics de Boston         | 3 |                           |                            |                            |                            |  |   |                           |                       |                       |  |    |                  |             |             |
|  | 2                | 2                       | Celtics de Boston         | 3 | Celtics de Boston         | 3                          |                            |                            |  |   |                           |                       |                       |  |    |                  |             |             |
|  | 2                |                         |                           |   | Celtics de Boston         | 3                          |                            |                            |  |   |                           |                       |                       |  |    |                  |             |             |
|  | 7                | Pacers de l'Indiana     | 0                         |   |                           |                            |                            |                            |  |   |                           |                       |                       |  |    |                  |             |             |
|  | 7                | Pacers de l'Indiana     | 0                         |   |                           |                            |                            |                            |  |   |                           |                       |                       |  | E1 | Bulls de Chicago | 4           |             |
|  |                  |                         |                           |   |                           |                            |                            |                            |  |   |                           |                       |                       |  | E1 | Bulls de Chicago | 4           |             |
|  |                  | O1                      | Trail Blazers de Portland | 2 |                           |                            |                            |                            |  |   |                           |                       |                       |  |    |                  |             |             |
|  | 1                | O1                      | Trail Blazers de Portland | 2 | Trail Blazers de Portland | 3                          |                            |                            |  |   |                           |                       |                       |  |    |                  |             |             |
|  | 1                |                         |                           |   | Trail Blazers de Portland | 3                          |                            |                            |  |   |                           |                       |                       |  |    |                  |             |             |
|  | 8                | Lakers de Los Angeles   | 1                         |   |                           |                            |                            |                            |  |   |                           |                       |                       |  |    |                  |             |             |
|  | 8                | Lakers de Los Angeles   | 1                         |   | 1                         | Trail Blazers de Portland  | 4                          |                            |  |   |                           |                       |                       |  |    |                  |             |             |
|  |                  |                         |                           |   | 1                         | Trail Blazers de Portland  | 4                          |                            |  |   |                           |                       |                       |  |    |                  |             |             |
|  |                  | 4                       | Suns de Phoenix           | 1 |                           |                            |                            |                            |  |   |                           |                       |                       |  |    |                  |             |             |
|  | 4                | 4                       | Suns de Phoenix           | 1 | Suns de Phoenix           | 3                          |                            |                            |  |   |                           |                       |                       |  |    |                  |             |             |
|  | 4                |                         |                           |   | Suns de Phoenix           | 3                          |                            |                            |  |   |                           |                       |                       |  |    |                  |             |             |
|  | 5                | Spurs de San Antonio    | 0                         |   |                           |                            |                            |                            |  |   |                           |                       |                       |  |    |                  |             |             |
|  | 5                | Spurs de San Antonio    | 0                         |   |                           |                            |                            |                            |  | 1 | Trail Blazers de Portland | 4                     |                       |  |    |                  |             |             |
|  | Conférence Ouest |                         |                           |   |                           |                            |                            |                            |  | 1 | Trail Blazers de Portland | 4                     |                       |  |    |                  |             |             |
|  |                  | 2                       | Jazz de l'Utah            | 2 |                           |                            |                            |                            |  |   |                           |                       |                       |  |    |                  |             |             |
|  | 3                | 2                       | Jazz de l'Utah            | 2 | Warriors de Golden State  | 1                          |                            |                            |  |   |                           |                       |                       |  |    |                  |             |             |
|  | 3                |                         |                           |   | Warriors de Golden State  | 1                          |                            |                            |  |   |                           |                       |                       |  |    |                  |             |             |
|  | 6                | SuperSonics de Seattle  | 3                         |   |                           |                            |                            |                            |  |   |                           |                       |                       |  |    |                  |             |             |
|  | 6                | SuperSonics de Seattle  | 3                         |   | 6                         | SuperSonics de Seattle     | 1                          |                            |  |   |                           |                       |                       |  |    |                  |             |             |
|  |                  |                         |                           |   | 6                         | SuperSonics de Seattle     | 1                          |                            |  |   |                           |                       |                       |  |    |                  |             |             |
|  |                  | 2                       | Jazz de l'Utah            | 4 |                           |                            |                            |                            |  |   |                           |                       |                       |  |    |                  |             |             |
|  | 2                | 2                       | Jazz de l'Utah            | 4 | Jazz de l'Utah            | 3                          |                            |                            |  |   |                           |                       |                       |  |    |                  |             |             |
|  | 2                |                         |                           |   | Jazz de l'Utah            | 3                          |                            |                            |  |   |                           |                       |                       |  |    |                  |             |             |
|  | 7                | Clippers de Los Angeles | 2                         |   |                           |                            |                            |                            |  |   |                           |                       |                       |  |    |                  |             |             |

## Effectifs

### Bulls de Chicago
| Effectif des Bulls de Chicago 1991-1992 |
| --- |
| 5 John Paxson • 10 B. J. Armstrong • 14 Craig Hodges • 20 Bob Hansen • 21 Stacey King • 23 Michael Jordan • 24 Bill Cartwright • 25 Chuck Nevitt • 32 Will Perdue • 33 Scottie Pippen • 42 Scott Williams • 52 Mark Randall • 53 Cliff Levingston • 54 Horace Grant Entraîneur : Phil Jackson |

### Trail Blazers de Portland
| Effectif des Trail Blazers de Portland 1991-1992 |
| --- |
| 00 Kevin Duckworth • 2 Mark Bryant • 3 Clifford Robinson • 8 Ennis Whatley • 9 Danny Ainge • 12 Lamont Strothers • 14 Robert Pack • 22 Clyde Drexler • 25 Jerome Kersey • 30 Terry Porter • 31 Alaa Abdelnaby • 42 Wayne Cooper • 52 Buck Williams Entraîneur : Rick Adelman |

## Résumé de la finale NBA
| Match  | Date             | Équipe à domicile         | Résultat         | Équipe extérieure         |
| ------ | ---------------- | ------------------------- | ---------------- | ------------------------- |
| Game 1 | Mercredi 3 juin  | Bulls de Chicago          | 122–89 (1–0)     | Trail Blazers de Portland |
| Game 2 | Vendredi 5 juin  | Bulls de Chicago          | 104–115 OT (1–1) | Trail Blazers de Portland |
| Game 3 | Dimanche 7 juin  | Trail Blazers de Portland | 84–94 (1–2)      | Bulls de Chicago          |
| Game 4 | Mercredi 10 juin | Trail Blazers de Portland | 93–88 (2–2)      | Bulls de Chicago          |
| Game 5 | Vendredi 12 juin | Trail Blazers de Portland | 106–119 (2–3)    | Bulls de Chicago          |
| Game 6 | Dimanche 14 juin | Bulls de Chicago          | 97–93 (4–2)      | Trail Blazers de Portland |

## Statistiques individuelles

### Bulls de Chicago
| Joueur           | MJ | MC | MPG  | PPG  | FG%   | 3P%   | FT%   | RPG | APG | SPG | BPG |
| ---------------- | -- | -- | ---- | ---- | ----- | ----- | ----- | --- | --- | --- | --- |
| B. J. Armstrong  | 6  | 0  | 17.8 | 5.8  | 42,9% | 25,0% | 57,1% | 0.8 | 2.3 | 0.3 | 0.0 |
| Bill Cartwright  | 6  | 6  | 25.2 | 6.3  | 50,0% | 0%    | 50,0% | 4.0 | 1.5 | 0.5 | 0.2 |
| Horace Grant     | 6  | 6  | 37.8 | 9.2  | 56,1% | 0%    | 52,9% | 7.8 | 4.0 | 0.8 | 2.3 |
| Bob Hansen       | 5  | 0  | 8.0  | 3.2  | 60,0% | 75,0% | 50,0% | 0.4 | 0.6 | 0.2 | 0.0 |
| Craig Hodges     | 2  | 0  | 3.0  | 1.0  | 100%  | 0%    | 0%    | 0.0 | 0.0 | 0.5 | 0.0 |
| Michael Jordan   | 6  | 6  | 42.3 | 35.8 | 52,6% | 42,9% | 89,1% | 4.8 | 6.5 | 1.7 | 0.3 |
| Stacey King      | 4  | 0  | 12.0 | 4.5  | 33,3% | 0%    | 66,7% | 2.5 | 0.0 | 0.3 | 0.3 |
| Cliff Levingston | 6  | 0  | 10.8 | 3.8  | 45,0% | 0%    | 50,0% | 2.2 | 0.7 | 0.2 | 0.2 |
| John Paxson      | 6  | 6  | 30.8 | 10.3 | 52,0% | 38,9% | 75,0% | 0.8 | 2.7 | 1.3 | 0.0 |
| Will Perdue      | 3  | 0  | 3.3  | 0.7  | 33,3% | 0%    | 0%    | 1.0 | 0.0 | 0.0 | 0.0 |
| Scottie Pippen   | 6  | 6  | 40.7 | 20.8 | 48,4% | 22,2% | 78,6% | 8.3 | 7.7 | 1.5 | 0.7 |
| Scott Williams   | 6  | 0  | 21.3 | 5.5  | 54,2% | 0%    | 77,8% | 6.2 | 1.0 | 0.2 | 1.3 |

### Trail Blazers de Portland
| Joueur              | MJ | MC | MPG  | PPG  | FG%   | 3P%   | FT%   | RPG | APG | SPG | BPG |
| ------------------- | -- | -- | ---- | ---- | ----- | ----- | ----- | --- | --- | --- | --- |
| Alaa Abdelnaby      | 1  | 0  | 6.0  | 1.0  | 0%    | 0%    | 50,0% | 2.0 | 0.0 | 0.0 | 0.0 |
| Danny Ainge         | 6  | 0  | 23.0 | 10.0 | 43,4% | 23,5% | 71,4% | 2.0 | 2.5 | 0.8 | 0.2 |
| Mark Bryant         | 1  | 0  | 21.0 | 10.0 | 62,5% | 0%    | 0%    | 5.0 | 0.0 | 0.0 | 0.0 |
| Wayne Cooper        | 1  | 0  | 8.0  | 0.0  | 0%    | 0%    | 0%    | 2.0 | 0.0 | 0.0 | 2.0 |
| Clyde Drexler       | 6  | 6  | 39.7 | 24.8 | 40,7% | 15,0% | 89,3% | 7.8 | 5.3 | 1.3 | 1.0 |
| Kevin Duckworth     | 6  | 6  | 27.3 | 9.3  | 43,1% | 0%    | 70,6% | 6.8 | 1.5 | 0.5 | 0.7 |
| Jerome Kersey       | 6  | 6  | 38.0 | 14.8 | 48,1% | 0%    | 73,3% | 8.7 | 3.3 | 1.8 | 0.2 |
| Robert Pack         | 2  | 0  | 8.0  | 2.5  | 16,7% | 0%    | 75,0% | 0.5 | 0.5 | 0.5 | 0.0 |
| Terry Porter        | 6  | 6  | 43.8 | 16.2 | 47,1% | 23,1% | 82,4% | 4.3 | 4.7 | 1.0 | 0.3 |
| Cliff Robinson (en) | 6  | 0  | 24.3 | 10.3 | 44,2% | 0%    | 59,3% | 3.0 | 2.2 | 0.8 | 0.7 |
| Ennis Whatley       | 5  | 0  | 5.2  | 0.8  | 28,6% | 0%    | 0%    | 0.2 | 0.2 | 0.6 | 0.0 |
| Buck Williams       | 6  | 6  | 35.2 | 7.8  | 50,0% | 0%    | 93,8% | 7.3 | 1.0 | 0.8 | 0.5 |